# Schaefferia pouadensis
Schaefferia pouadensis is een springstaartensoort uit de familie van de Hypogastruridae. De wetenschappelijke naam van de soort is voor het eerst geldig gepubliceerd in 1945 door Delamare.